# Isabelle d'Aragon (1305-1330)
Pour les articles homonymes, voir Isabelle d'Aragon.
Isabelle d'Aragon (en allemand : Elisabeth von Aragon), née vers 1300 et morte le 12 juillet 1330 en Styrie, est princesse de la maison de Barcelone, fille du roi Jacques II d'Aragon et de Blanche d'Anjou. Elle fut reine de Germanie et duchesse consort d'Autriche de 1315 jusqu'à sa mort, par son mariage avec Frédéric le Bel, roi des Romains issu de la maison de Habsbourg.

## Biographie

### Environnement familial
Isabelle est la fille de Jacques II dit « le Juste » (1267-1327), roi d'Aragon depuis 1291, et de sa deuxième épouse, Blanche d'Anjou (1280-1310). Elle est le sixième enfant d'une fratrie de dix ; parmi ses frères et sœurs, on retrouve le futur roi Alphonse IV d'Aragon (1299-1336).
Ses grands-parents paternels sont le roi Pierre III d'Aragon dit « le Grand » et Constance de Hohenstaufen, petite-fille de l'empereur Frédéric II. Ses grands-parents maternels sont Charles II d'Anjou, roi de Naples, et Marie de Hongrie. La jeune Isabelle a été élevée par l'impératrice Constance de Byzance, fille de l'empereur Frédéric II.
À l'origine, vers 1312, elle est fiancée à Oshin, fils de Léon III d'Arménie et de son épouse, la reine Keran de Lampron. Son père Jacques II planifie les fiançailles en échange des reliques de sainte Thècle d'Iconium, localisées à Sis, dans le royaume de Petite-Arménie, qu'il veut acquérir pour la cathédrale de Tarragone. Les négociations en vue du mariage n'aboutissent pas à cause de l'opposition arménienne inquiète quant aux liens avec les puissances catholiques de l'Occident.

### Mariage et descendance
Le 11 mai 1315, Isabelle d'Aragon épouse Frédéric le Bel à Ravensbourg (selon d'autres sources, le mariage a lieu le 11 mai 1314 au château de Gutenstein en Autriche). À partir de ce moment-là, Isabelle est connue sous le nom d'Élisabeth dans le Saint-Empire et en Autriche. Son époux, prince de la maison de Habsbourg, est l'un des prétendants au trône au même titre que son cousin, Louis IV de Bavière, tous deux élus roi des Romains en 1314. Par son mariage avec la fille du roi, il soulignait ses exigences. Isabelle devient ainsi l'une des deux reines de Germanie de même que Béatrice de Świdnica, l'épouse de Louis IV. À la Pentecôte 1315, elle est couronnée reine à Bâle.
Isabelle d'Aragon et Frédéric le Bel ont au moins trois enfants :
- Frédéric d'Autriche (1316-1322) ;
- Élisabeth d'Autriche (1317-1336) ;
- Anne de Habsbourg (1318-1343) qui épouse en 1328 le duc Henri XV de Bavière (1312-1333) et ensuite, en 1336, le comte  Jean-Henri de Goritz (1322-1338).

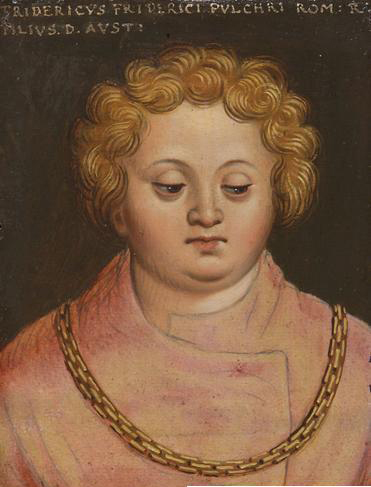
Frédéric (1316-1322).
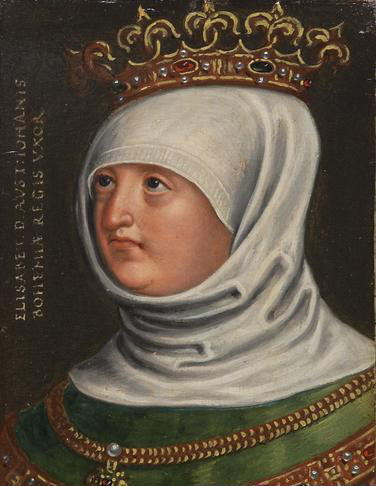
Élisabeth (1317-1336).
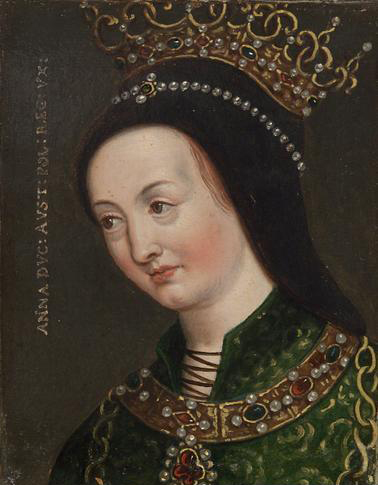
Anne (1318-1343.

Après la bataille de Mühldorf en 1322, Frédéric le Bel et Louis IV finissent par régler leur conflit le 5 septembre 1325 en s'accordant mutuellement le statut de co-roi. Cependant, Frédéric le Bel devient rapidement un monarque subalterne et se retire en Autriche jusqu'à sa mort, le 13 janvier 1330. Isabelle, que l'on dit aveugle les six dernières années de sa vie, vit encore six mois après lui et s'éteignit le 12 juillet 1330 à l'âge de 24 ans. Elle est, ensuite, mise en terre dans l'église des Frères mineurs à Vienne.